# 샤오창현

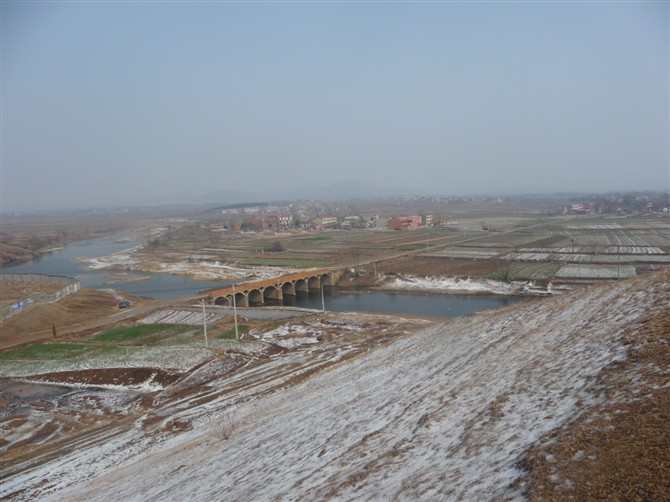

샤오창현(한국어: 효창현, 중국어: 孝昌县, 병음: Xiàochāng Xiàn)은 중화인민공화국 후베이성 샤오간 시의 현급 행정구역이다. 넓이는 1217km2이고, 인구는 2007년 기준으로 660,000명이다.

## 행정 구역
8개 진, 4개 향을 관할한다.
- 진: 花园镇, 卫店镇, 王店镇, 小河镇, 周巷镇, 丰山镇, 邹岗镇, 白沙镇.
- 향: 花西乡, 季店乡, 小悟乡, 陡山乡.